# 더블린성

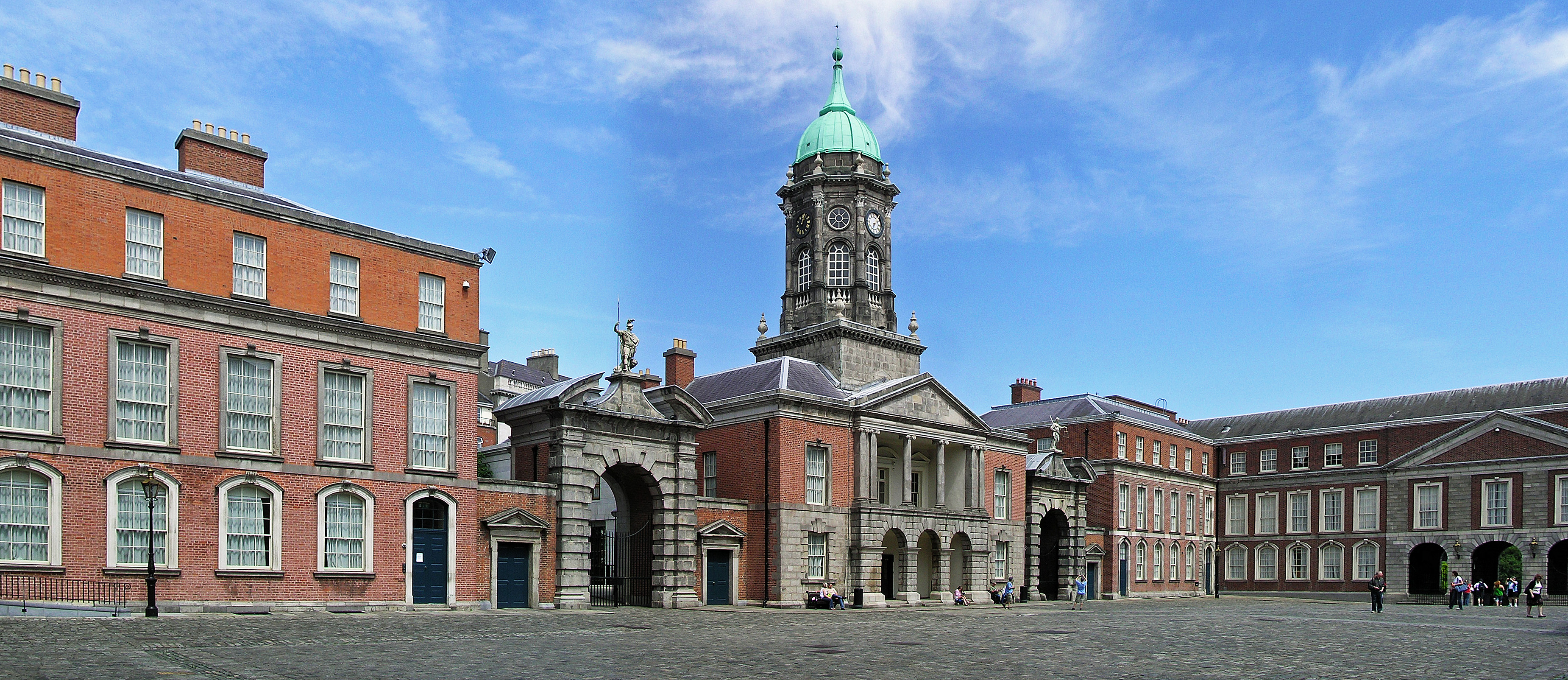
더블린성

더블린성(영어: Dublin Castle, 아일랜드어: Caisleán Bhaile Átha Cliath)은 아일랜드 더블린의 성이다.